# Scottish Premiership 2023/24
Die Scottish Premiership war 2023/24 die 11. Austragung als höchste schottische Fußball-Spielklasse der Herren unter diesem Namen. Die Liga wird offiziell als cinch Premiership ausgetragen. Es war zudem die 127. Austragung der höchsten Fußball-Spielklasse innerhalb der Scottish Professional Football League, in welcher der Schottische Meister ermittelt wurde. Die Spielzeit begann am 5. August 2023 und endete nach zwei Runden mit dem 38. Spieltag am 19. Mai 2024. Nach dem 22. Spieltag wurde die Spielzeit für zwei Wochen zwischen dem 3. und 19. Januar 2024 durch eine Winterpause unterbrochen.
Nach der regulären Saison, die als 1. Runde bezeichnet wird und in der alle Mannschaften jeweils dreimal gegeneinander antraten, begann die abschließende 2. Runde, die in zwei Gruppen der Meisterschafts- und Abstiegs-Play-offs unterteilt wurde. Der Elftplatzierte der Premiership trat danach in Relegationsspielen an, in der der Zweit-, Dritt- und Viertplatzierte der Scottish Championship teilnahmen. Der Tabellenletzte stieg direkt ab.
Titelverteidiger war Celtic Glasgow.

## Vereine
| Verein              | Stadt      | Stadion               | Kapazität |
| ------------------- | ---------- | --------------------- | --------- |
| FC Aberdeen         | Aberdeen   | Pittodrie Stadium     | 20.866    |
| Celtic Glasgow      | Glasgow    | Celtic Park           | 60.411    |
| FC Dundee           | Dundee     | Dens Park             | 11.775    |
| Heart of Midlothian | Edinburgh  | Tynecastle Park       | 20.099    |
| Hibernian Edinburgh | Edinburgh  | Easter Road           | 20.421    |
| Glasgow Rangers     | Glasgow    | Ibrox Stadium         | 50.817    |
| FC Kilmarnock       | Kilmarnock | Rugby Park            | 17.889    |
| FC Livingston       | Livingston | Almondvale Stadium    | 09.713    |
| FC Motherwell       | Motherwell | Fir Park              | 13.677    |
| Ross County         | Dingwall   | Global Energy Stadium | 06.541    |
| FC St. Johnstone    | Perth      | McDiarmid Park        | 10.696    |
| FC St. Mirren       | Paisley    | SMISA Stadium         | 07.937    |

## 1. Runde

### Abschlusstabelle
| Pl. | Verein                       | Sp. | S  | U  | N  | Tore    | Diff. | Punkte |
| --- | ---------------------------- | --- | -- | -- | -- | ------- | ----- | ------ |
| 1.  | Celtic Glasgow (M), (P), (L) | 33  | 24 | 6  | 3  | 080:260 | +54   | 78     |
| 2.  | Glasgow Rangers              | 33  | 24 | 3  | 6  | 072:230 | +49   | 75     |
| 3.  | Heart of Midlothian          | 33  | 19 | 5  | 9  | 046:340 | +12   | 62     |
| 4.  | FC Kilmarnock                | 33  | 13 | 12 | 8  | 043:340 | +9    | 51     |
| 5.  | FC St. Mirren                | 33  | 12 | 7  | 14 | 038:430 | −5    | 43     |
| 6.  | FC Dundee (N)                | 33  | 10 | 11 | 12 | 044:540 | −10   | 41     |
| 7.  | Hibernian Edinburgh          | 33  | 9  | 12 | 12 | 044:510 | −7    | 39     |
| 8.  | FC Motherwell                | 33  | 8  | 13 | 12 | 046:510 | −5    | 37     |
| 9.  | FC Aberdeen                  | 33  | 8  | 11 | 14 | 035:490 | −14   | 35     |
| 10. | FC St. Johnstone             | 33  | 7  | 10 | 16 | 024:460 | −22   | 31     |
| 11. | Ross County                  | 33  | 7  | 9  | 17 | 032:560 | −24   | 30     |
| 12. | FC Livingston                | 33  | 3  | 9  | 21 | 022:590 | −37   | 18     |

Platzierungskriterien: 1. Punkte – 2. Tordifferenz – 3. geschossene Tore

| Zum Saisonende 2022/23 |                                                 |
| (M)                    | Meister der Scottish Premiership 2022/23        |
| (P)                    | Pokalsieger des Scottish FA Cup 2022/23         |
| (L)                    | Ligapokalsieger des Scottish League Cup 2022/23 |
| (N)                    | Aufsteiger aus der Scottish Championship        |

## 2. Runde

### Meisterschafts-Play-offs

#### Abschlusstabelle
| Pl. | Verein                       | Sp. | S  | U  | N  | Tore    | Diff. | Punkte |
| --- | ---------------------------- | --- | -- | -- | -- | ------- | ----- | ------ |
| 1.  | Celtic Glasgow (M), (P), (L) | 38  | 29 | 6  | 3  | 095:300 | +65   | 93     |
| 2.  | Glasgow Rangers              | 38  | 27 | 4  | 7  | 087:320 | +55   | 85     |
| 3.  | Heart of Midlothian          | 38  | 20 | 8  | 10 | 054:420 | +12   | 68     |
| 4.  | FC Kilmarnock                | 38  | 14 | 14 | 10 | 046:440 | +2    | 56     |
| 5.  | FC St. Mirren                | 38  | 13 | 8  | 17 | 046:520 | −6    | 47     |
| 6.  | FC Dundee (N)                | 38  | 10 | 12 | 16 | 049:680 | −19   | 42     |

Platzierungskriterien: 1. Punkte – 2. Tordifferenz – 3. geschossene Tore

| Zum Saisonende 2022/23 |                                             |
| (M)                    | Meister des Vorjahres                       |
| (P)                    | Pokalsieger des Vorjahres                   |
| (L)                    | Ligapokalsieger des Vorjahres               |
| (N)                    | Neuaufsteiger aus der Scottish Championship |

### Abstiegs-Play-offs

#### Abschlusstabelle
| Pl. | Verein              | Sp. | S  | U  | N  | Tore    | Diff. | Punkte |
| --- | ------------------- | --- | -- | -- | -- | ------- | ----- | ------ |
| 7.  | FC Aberdeen         | 38  | 12 | 12 | 14 | 048:520 | −4    | 48     |
| 8.  | Hibernian Edinburgh | 38  | 11 | 13 | 14 | 052:590 | −7    | 46     |
| 9.  | FC Motherwell       | 38  | 10 | 13 | 15 | 056:590 | −3    | 43     |
| 10. | FC St. Johnstone    | 38  | 8  | 11 | 19 | 029:540 | −25   | 35     |
| 11. | Ross County         | 38  | 8  | 11 | 19 | 038:670 | −29   | 35     |
| 12. | FC Livingston       | 38  | 5  | 10 | 23 | 029:700 | −41   | 25     |

Platzierungskriterien: 1. Punkte – 2. Tordifferenz – 3. geschossene Tore

### Tabellenverlauf
Verlegte Partien wurden entsprechend der ursprünglichen Terminierung dargestellt, damit an allen Spieltagen für jede Mannschaft die gleiche Anzahl an Spielen berücksichtigt wird.
|                     | 1  | 2  | 3  | 4  | 5  | 6  | 7  | 8  | 9  | 10 | 11 | 12 | 13 | 14 | 15 | 16 | 17 | 18 | 19 | 20 | 21 | 22 | 23 | 24 | 25 | 26 | 27 | 28 | 29 | 30 | 31 | 32 | 33 | 34 | 35 | 36 | 37 | 38 |
| ------------------- | -- | -- | -- | -- | -- | -- | -- | -- | -- | -- | -- | -- | -- | -- | -- | -- | -- | -- | -- | -- | -- | -- | -- | -- | -- | -- | -- | -- | -- | -- | -- | -- | -- | -- | -- | -- | -- | -- |
| Celtic Glasgow      | 1  | 1  | 1  | 1  | 1  | 1  | 1  | 1  | 1  | 1  | 1  | 1  | 1  | 1  | 1  | 1  | 1  | 2  | 2  | 2  | 1  | 1  | 1  | 1  | 1  | 2  | 2  | 2  | 2  | 1  | 1  | 1  | 1  | 1  | 1  | 1  | 1  | 1  |
| Glasgow Rangers     | 10 | 6  | 4  | 4  | 4  | 3  | 3  | 2  | 2  | 2  | 2  | 2  | 2  | 2  | 2  | 2  | 2  | 1  | 1  | 1  | 2  | 2  | 2  | 2  | 2  | 1  | 1  | 1  | 1  | 2  | 2  | 2  | 2  | 2  | 2  | 2  | 2  | 2  |
| FC Aberdeen         | 7  | 9  | 10 | 11 | 11 | 11 | 7  | 8  | 7  | 9  | 5  | 5  | 6  | 7  | 7  | 9  | 7  | 8  | 8  | 8  | 8  | 8  | 8  | 8  | 9  | 8  | 8  | 9  | 10 | 9  | 9  | 9  | 9  | 8  | 8  | 7  | 7  | 7  |
| Heart of Midlothian | 2  | 3  | 5  | 8  | 5  | 6  | 4  | 4  | 4  | 8  | 4  | 4  | 3  | 3  | 3  | 3  | 3  | 3  | 3  | 3  | 3  | 3  | 3  | 3  | 3  | 3  | 3  | 3  | 3  | 3  | 3  | 3  | 3  | 3  | 3  | 3  | 3  | 3  |
| Hibernian Edinburgh | 9  | 11 | 12 | 10 | 10 | 5  | 6  | 7  | 10 | 10 | 10 | 8  | 7  | 5  | 5  | 5  | 5  | 6  | 7  | 6  | 7  | 7  | 7  | 7  | 7  | 7  | 7  | 7  | 7  | 6  | 7  | 7  | 7  | 7  | 7  | 9  | 8  | 8  |
| FC St. Mirren       | 3  | 2  | 2  | 3  | 2  | 2  | 2  | 3  | 3  | 3  | 3  | 3  | 4  | 4  | 4  | 4  | 4  | 4  | 5  | 5  | 5  | 5  | 6  | 5  | 5  | 5  | 5  | 5  | 4  | 5  | 5  | 5  | 5  | 5  | 5  | 5  | 5  | 5  |
| FC Motherwell       | 5  | 4  | 3  | 2  | 3  | 4  | 5  | 5  | 5  | 6  | 8  | 9  | 10 | 10 | 10 | 10 | 10 | 10 | 10 | 10 | 9  | 9  | 9  | 10 | 8  | 9  | 9  | 8  | 8  | 8  | 8  | 8  | 8  | 9  | 9  | 8  | 9  | 9  |
| LIV                 | 7  | 10 | 8  | 7  | 7  | 10 | 10 | 6  | 9  | 11 | 11 | 11 | 12 | 12 | 11 | 12 | 12 | 12 | 12 | 12 | 12 | 12 | 12 | 12 | 12 | 12 | 12 | 12 | 12 | 12 | 12 | 12 | 12 | 12 | 12 | 12 | 12 | 12 |
| JOH                 | 12 | 12 | 11 | 12 | 12 | 12 | 12 | 12 | 12 | 12 | 12 | 12 | 11 | 11 | 12 | 11 | 11 | 11 | 11 | 11 | 11 | 11 | 10 | 9  | 10 | 10 | 10 | 10 | 9  | 10 | 10 | 10 | 10 | 10 | 11 | 11 | 11 | 10 |
| KIL                 | 4  | 5  | 7  | 9  | 8  | 8  | 8  | 11 | 8  | 4  | 6  | 6  | 5  | 6  | 6  | 6  | 6  | 5  | 4  | 4  | 4  | 4  | 4  | 4  | 4  | 4  | 4  | 4  | 5  | 4  | 4  | 4  | 4  | 4  | 4  | 4  | 4  | 4  |
| ROS                 | 11 | 7  | 9  | 5  | 6  | 7  | 11 | 10 | 6  | 7  | 7  | 7  | 9  | 9  | 9  | 8  | 9  | 9  | 9  | 9  | 10 | 10 | 11 | 11 | 11 | 11 | 11 | 11 | 11 | 11 | 11 | 11 | 11 | 11 | 10 | 10 | 10 | 11 |
| DUN                 | 5  | 8  | 6  | 6  | 9  | 9  | 9  | 9  | 11 | 5  | 9  | 10 | 8  | 8  | 8  | 7  | 8  | 7  | 6  | 7  | 6  | 6  | 5  | 6  | 6  | 6  | 6  | 6  | 6  | 7  | 6  | 6  | 6  | 6  | 6  | 6  | 6  | 6  |

## Relegation
Teilnehmer an den Relegationsspielen um einen Platz für die folgende Scottish Premiership Saison 2024/25 waren drei Vereine aus der diesjährigen Championship. Hinzu kam der Vorletzte aus der diesjährigen Premiership. Der Sieger jeder Runde wurde in zwei Spielen ermittelt, wobei in der ersten Runde die Mannschaften die sich am Saisonende der Championship auf den Plätzen 3 und 4 befanden aufeinander trafen. Danach spielte der Sieger dieses Spiels in der zweiten Runde gegen den zweiten aus der Championship. Die letzte Runde wurde zwischen dem Elftplatzierten aus der Premiership und dem Sieger der zweiten Runde ausgetragen. Der Sieger der dritten Runde erhielt einen Platz für die neue Saison in der Premiership.
Erste Runde
Die Spiele wurden am 7. und 10. Mai 2024 ausgetragen.
|                  | Gesamt |                 | Hinspiel  | Rückspiel |
| ---------------- | ------ | --------------- | --------- | --------- |
| Airdrieonians FC | 3:4    | Partick Thistle | 2:2 (1:2) | 1:2 (0:1) |

Zweite Runde
Die Spiele wurden am 14. und 17. Mai 2024 ausgetragen.
|                 | Gesamt          |              | Hinspiel  | Rückspiel            |
| --------------- | --------------- | ------------ | --------- | -------------------- |
| Partick Thistle | 3:3 (3:4 i. E.) | Raith Rovers | 1:2 (0:2) | 2:1 (2:1, 2:1) n. V. |

Dritte Runde
Die Spiele wurden am 23. und 26. Mai 2024 ausgetragen.
|              | Gesamt |             | Hinspiel  | Rückspiel |
| ------------ | ------ | ----------- | --------- | --------- |
| Raith Rovers | 1:6    | Ross County | 1:2 (0:0) | 0:4 (0:1) |

## Statistiken

### Torschützenliste
Bei gleicher Anzahl von Toren sind die Spieler alphabetisch nach Nachnamen bzw. Künstlernamen sortiert.
| Pl.      | Nat.           | Name               | Logo | Mannschaft          | Tore |
| -------- | -------------- | ------------------ | ---- | ------------------- | ---- |
| 1.       | Schottland     | Lawrence Shankland |      | Heart of Midlothian | 24   |
| 2.       | Danemark       | Matt O’Riley       |      | Celtic Glasgow      | 18   |
| 3.       | England        | James Tavernier    |      | Glasgow Rangers     | 17   |
| 4.       | Nigeria        | Cyriel Dessers     |      | Glasgow Rangers     | 16   |
| 4.       | Nordmazedonien | Bojan Miovski      |      | FC Aberdeen         | 16   |
| 6.       | Kanada         | Theo Bair          |      | FC Motherwell       | 15   |
| 7.       | Japan          | Kyōgo Furuhashi    |      | Celtic Glasgow      | 14   |
| 7.       | Schottland     | Simon Murray       |      | Ross County         | 14   |
| 9.       | Senegal        | Abdallah Sima      |      | Glasgow Rangers     | 11   |
| 10.      | Komoren        | Myziane Maolida    |      | Hibernian Edinburgh | 10   |
| 10.      | Schottland     | Luke McCowan       |      | FC Dundee           | 10   |
| Endstand |                |                    |      |                     |      |

### Meiste Torvorlagen
Bei gleicher Anzahl von Toren sind die Spieler alphabetisch nach Nachnamen bzw. Künstlernamen sortiert.
| Pl.      | Nat.       | Name             | Logo | Mannschaft          | Vorlagen |
| -------- | ---------- | ---------------- | ---- | ------------------- | -------- |
| 1.       | Danemark   | Matt O’Riley     |      | Celtic Glasgow      | 13       |
| 2.       | Schottland | Blair Spittal    |      | FC Motherwell       | 11       |
| 3.       | Schottland | Daniel Armstrong |      | FC Kilmarnock       | 10       |
| 3.       | England    | James Tavernier  |      | Glasgow Rangers     | 10       |
| 5.       | Irland     | Graham Carey     |      | FC St. Johnstone    | 9        |
| 5.       | Honduras   | Luis Palma       |      | Celtic Glasgow      | 9        |
| 7.       | Frankreich | Élie Youan       |      | Hibernian Edinburgh | 8        |
| 8.       | Kanada     | Junior Hoilett   |      | FC Aberdeen         | 7        |
| 9.       | Kanada     | Theo Bair        |      | FC Motherwell       | 6        |
| 9.       | Schottland | Callum McGregor  |      | Celtic Glasgow      | 6        |
| Endstand |            |                  |      |                     |          |

### Torhüter ohne Gegentor
| Pl.      | Nat.        | Name           | Logo | Mannschaft          | Spiele ohne Gegentor |
| -------- | ----------- | -------------- | ---- | ------------------- | -------------------- |
| 1.       | England     | Jack Butland   |      | Glasgow Rangers     | 18                   |
| 2.       | Schottland  | Zander Clark   |      | Heart of Midlothian | 15                   |
| 3.       | England     | Will Dennis    |      | FC Kilmarnock       | 14                   |
| 3.       | England     | Joe Hart       |      | Celtic Glasgow      | 14                   |
| 5.       | England     | Zach Hemming   |      | FC St. Mirren       | 10                   |
| 5.       | Niederlande | Kelle Roos     |      | FC Aberdeen         | 10                   |
| 7.       | Nordirland  | Trevor Carson  |      | FC Dundee           | 08                   |
| 7.       | Schottland  | David Marshall |      | Hibernian Edinburgh | 08                   |
| 7.       | Bulgarien   | Dimitar Mitow  |      | FC St. Johnstone    | 08                   |
| Endstand |             |                |      |                     |                      |

## Personal und Sponsoren
| Verein              | Logo | Trainer                                                                                     | Kapitän         | Ausrüster | Hauptsponsor                                 |
| ------------------- | ---- | ------------------------------------------------------------------------------------------- | --------------- | --------- | -------------------------------------------- |
| FC Aberdeen         |      | Barry Robson (bis Januar 2024) Neil Warnock (bis März 2024) Peter Leven (ab März 2024)      | Graeme Shinnie  | Adidas    | TEXO                                         |
| Celtic Glasgow      |      | Brendan Rodgers                                                                             | Callum McGregor | Adidas    | Dafabet                                      |
| FC Dundee           |      | Tony Docherty                                                                               | Joe Shaughnessy | Macron    | Crown Engineering Services                   |
| Heart of Midlothian |      | Steven Naismith                                                                             | Craig Gordon    | Umbro     | MND Scotland (Heim) Stellar Omada (Auswärts) |
| Hibernian Edinburgh |      | Lee Johnson (bis August 2023) Nick Montgomery (bis Mai 2024)                                | David Marshall  | Joma      | Bevvy.com                                    |
| Glasgow Rangers     |      | Michael Beale (bis Oktober 2023) Philippe Clement (ab Oktober 2023)                         | James Tavernier | Castore   | Unibet                                       |
| FC Kilmarnock       |      | Derek McInnes                                                                               | Kyle Vassell    | Hummel    | James Frew Ltd                               |
| FC Livingston       |      | David Martindale                                                                            | Michael Devlin  | Joma      | Emptez                                       |
| FC Motherwell       |      | Stuart Kettlewell                                                                           | Liam Kelly      | Macron    | G4 Claims                                    |
| Ross County         |      | Malky Mackay (bis November 2023) Derek Adams (bis Februar 2024) Don Cowie (ab Februar 2024) | Jack Baldwin    | Joma      | Ross-shire Engineering                       |
| FC St. Johnstone    |      | Steven MacLean (bis Oktober 2023) Craig Levein (ab November 2023)                           | Liam Gordon     | Macron    | GS Brown Construction                        |
| FC St. Mirren       |      | Stephen Robinson                                                                            | Mark O’Hara     | Macron    | Digby Brown                                  |

## Trainerwechsel
| Verein | Verein              | Trainer          | Grund                        | Datum             | Tabellenplatz | Nachfolger           |
| ------ | ------------------- | ---------------- | ---------------------------- | ----------------- | ------------- | -------------------- |
|        | FC Dundee           | Gary Bowyer      | Vertragsende                 | 10. Mai 2023      | Sommerpause   | Tony Docherty        |
|        | Celtic Glasgow      | Ange Postecoglou | Wechsel zu Tottenham Hotspur | 6. Juni 2023      | Sommerpause   | Brendan Rodgers      |
|        | Hibernian Edinburgh | Lee Johnson      | Entlassen                    | 27. August 2023   | 12.           | Nick Montgomery      |
|        | Glasgow Rangers     | Michael Beale    | Entlassen                    | 1. Oktober 2023   | 3.            | Philippe Clement     |
|        | FC St. Johnstone    | Steven MacLean   | Entlassen                    | 29. Oktober 2023  | 12.           | Craig Levein         |
|        | Ross County         | Malky Mackay     | Entlassen                    | 15. November 2023 | 11.           | Derek Adams          |
|        | FC Aberdeen         | Barry Robson     | Entlassen                    | 31. Januar 2024   | 8.            | Neil Warnock         |
|        | Ross County         | Derek Adams      | Rücktritt                    | 7. Februar 2024   | 11.           | Don Cowie            |
|        | FC Aberdeen         | Neil Warnock     | Rücktritt                    | 9. März 2024      | 10.           | Peter Leven          |
|        | Hibernian Edinburgh | Nick Montgomery  | Entlassen                    | 14. Mai 2024      | 9.            | David Gray (interim) |

## Auszeichnungen während der Saison
| Monat          | Trainer des Monats                    | Spieler des Monats                       |
| -------------- | ------------------------------------- | ---------------------------------------- |
| August 2023    | Stephen Robinson (FC St. Mirren)      | Ryan Strain (FC St. Mirren)              |
| September 2023 | Brendan Rodgers (Celtic Glasgow)      | Matt O’Riley (Celtic Glasgow)            |
| Oktober 2023   | Derek McInnes (FC Kilmarnock)         | Abdallah Sima (Glasgow Rangers)          |
| November 2023  | Steven Naismith (Heart of Midlothian) | Lawrence Shankland (Heart of Midlothian) |
| Dezember 2023  | Derek McInnes (FC Kilmarnock)         | Lawrence Shankland (Heart of Midlothian) |
| Januar 2024    | Philippe Clement (Glasgow Rangers)    | Alan Forrest (Heart of Midlothian)       |
| Februar 2024   | Philippe Clement (Glasgow Rangers)    | Blair Spittal (FC Motherwell)            |
| März 2024      | Tony Docherty (FC Dundee)             | Myziane Maolida (Hibernian Edinburgh)    |
| April 2024     | Brendan Rodgers (Celtic Glasgow)      | Luke McCowan (FC Dundee)                 |

## Die Meistermannschaft von Celtic Glasgow
(Berücksichtigt wurden Spieler mit mindestens einem Einsatz; in Klammern sind die Einsätze und Tore angegeben)
| 1. | Celtic Glasgow |
|    | - Tor: Scott Bain (3/0), Joe Hart (37/0) - Abwehr: Alexandro Bernabei (8/0), Cameron Carter-Vickers (25/1), Tomoki Iwata (19/1), Tony Ralston (15/0), Liam Scales (34/1), Alistair Johnston (32/1), Greg Taylor (35/3), Stephen Welsh (10/0), Gustaf Lagerbielke (7/0), Maik Nawrocki (10/0), Nathaniel Phillips (6/0), Carl Starfelt (1/0) - Mittelfeld: Sead Hakšabanović (1/0), Odin Thiago Holm (9/0), James Forrest (22/6), Reo Hatate (16/3), Daniel Kelly (4/1), Michael Johnston (9/2), Nicolas Kühn (14/2), Callum McGregor (35/2), Matt O’Riley (37/18), David Turnbull (16/7), Luis Palma (28/7), Paulo Bernardo (22/3), Rocco Vata (1/0) - Angriff: Liel Abada (9/1), Adam Idah (15/8), Hyeon-gyu Oh (20/5), Kyōgo Furuhashi (38/14), Daizen Maeda (28/6), Marco Tilio (2/0), Hyun-jun Yang (24/1) - Trainer: Brendan Rodgers |